# Hiromi Hara
Hiromi Hara (原 博実 Hara Hiromi?,  nacido el 19 de octubre de 1958 en Kuroiso (actualmente Nasushiobara), Tochigi) es un exfutbolista japonés que se desempeñaba como delantero.
Hara jugó 75 veces y marcó 37 goles para la Selección de fútbol de Japón entre 1978 y 1988. También fue elegido para integrar la selección nacional de Japón para los Juegos Asiáticos de 1978, 1982 y 1986.

## Trayectoria

### Clubes
| Club              | País  | Año         |
| ----------------- | ----- | ----------- |
| Mitsubishi Motors | Japón | 1981 - 1992 |

### Selección nacional
| Selección | País  | Año         |
| --------- | ----- | ----------- |
| Absoluta  | Japón | 1978 - 1988 |

## Estadística de equipo nacional
| Selección de Japón | Selección de Japón | Selección de Japón |
| Año                | Part.              | Goles              |
| ------------------ | ------------------ | ------------------ |
| 1978               | 6                  | 1                  |
| 1979               | 2                  | 0                  |
| 1980               | 5                  | 2                  |
| 1981               | 10                 | 1                  |
| 1982               | 6                  | 3                  |
| 1983               | 10                 | 6                  |
| 1984               | 7                  | 5                  |
| 1985               | 10                 | 5                  |
| 1986               | 6                  | 7                  |
| 1987               | 11                 | 7                  |
| 1988               | 2                  | 0                  |
| Total              | 75                 | 37                 |

## Palmarés

### Títulos nacionales
| Título              | Club              | País  | Año  |
| ------------------- | ----------------- | ----- | ---- |
| Japan Soccer League | Mitsubishi Motors | Japón | 1982 |